# Industriemeisterverband Deutschland
Der Industriemeisterverband Deutschland e.V. (IMV) ist eine Interessensorganisation von Industriemeistern und betrieblichen Führungskräften in Deutschland. 2013 sind im IMV rund 3.500 Industriemeister in 5 Landesverbänden und 46 regionalen Vereinigungen organisiert. Alle Ebenen arbeiten ehrenamtlich. Die Geschäftsstelle ist in Duisburg.

## Geschichte
1947 wurde in Deutschland die Industriemeisterausbildung eingeführt, 1958 folgte die Einführung einer einheitlichen Prüfungsordnung. Im gleichen Jahr wurden erste Industriemeistervereinigungen gegründet, die sich in der Arbeitsgemeinschaft Industriemeister zusammenschlossen. 1960 erfolgte die Gründung der ersten Landesverbände und die erste Verbandszeitschrift erschien. 1967 kam es zur Gründung des Gesamtverbands der Industriemeistervereinigungen. Dessen 50-jähriges Bestehen wurde 2009 mit einem Festakt im Bundespresseamt in Berlin begangen.
2010 unterzeichnete der Verband mit anderen Partnern einen Kooperationsvertrag mit der Universität Oldenburg zur beruflichen Weiterbildung bei der Gestaltung berufsbegleitender Angebote.

## Verbandsziele
Der Verband sieht sich als Interessenvertreter der Industriemeister und setzt sich zum Ziel, den Stellenwert der Industriemeister beruflich und gesellschaftlich zu verbessern und das industrielle Profil zu stärken. Der Industriemeister als betriebliche Führungskraft steht dabei im Mittelpunkt.

## Landesverbände
Der IMV hat (Stand 2022) fünf Landesverbände mit jeweils mehreren regionalen Vereinigungen sowie Einzelmitglieder ohne Landesverband:

### Industriemeisterverband Nordost
Regionalvereinigungen:
- IMV Berlin
- IMV Potsdam
- IMV Frankfurt(Oder)

### Industriemeisterverband Nordwest
Regionalvereinigungen:
- IMV Bremen
- IMV Göttingen
- IMV Hannover
- IMV Hildesheim
- IMV Papenburg

### Industriemeisterverband Nordrhein-Westfalen
Regionalvereinigungen:
- IMV Aachen

- IMV Düsseldorf
- IMV Duisburg

- IMV Köln
- IMV Leverkusen

- IMV Siegen
- IMV Velbert-Niederberg e.V.
- VIFF Lippe

### Industriemeisterverband Südwest
Regionalvereinigungen:
- IMV Betzdorf
- IMV Dillenburg
- IMV Frankenberg
- IMV Fulda
- IMV Kassel
- IMV Saar
- IMV Wetterau

### Industriemeisterverband Baden-Württemberg
Am 13. März 1961 gegründet durch die Vereinigungen Freiburg, Hegau-Bodensee, Pforzheim und Schwarzwald
Regionalvereinigungen:
- IMV Esslingen
- IMV Hegau-Bodensee
- IMV Hochrhein
- IMV Ulm/Neu-Ulm
- IMV Mittelbaden
- IMV Pforzheim
- IMV Schwarzwald

### Vereinigungen ohne Landesverband
Regionalvereinigungen:
- IMV Passau-Niederbayern